# 平野文
平野文（日语：／ Hirano Fumi，1955年4月23日—），日本女性配音員、演員、旁白、廣播節目主持人、散文家。出身於東京都杉並區西荻窪。青二Production所屬。身高153cm。O型血。

## 經歷
就讀於杉併區立桃井第三小學、杉並區立荻窪中學、東京都立富士高等學校後，1978年畢業於玉川大學文學院藝術學系（演戲專攻）。曾隸屬於劇團知更鳥、圭三Production、東京俳優生活協同組合、Horipro、Aksent。2014年4月1日現在是青二Production。

### 成長時期
平野文觀看表姊學習芭蕾舞後，自己加入了松山芭蕾舞團，開始學習芭蕾舞。顯然她的母親也曾經學過芭蕾舞。她的老師開始讓她出演音樂劇和兒童節目，並告訴她應該在兒童劇團學習表演，所以她加入了兒童劇團。當時，大山羨代的丈夫砂川啓介作為「體操大哥哥」而非常受到歡迎，她經常與砂川一起出演音樂劇。也常出現在凹版雜誌上，並為插畫家中原淳一擔任模特兒。小時候除了芭蕾舞之外，她還學習鋼琴等樂器，由於在學校的戲劇表演上擔任鋼琴伴奏，所以她說自己的缺點是外向不害羞。
上小學的時候，即使她穿紅色的衣服也常被誤認為男生，只和男生一起玩，但也常被欺負。有一次男生們在放學回家的路上來到平野的家，她走出來時，每個人都躲了起來，她被欺負到了她想知道為什麼的程度。

### 職業生涯
她從3歲開始就登上舞台，12歲時在NHK青少年連續劇飾演一角首次登台。在那之前，她一直覺得自己應該成為一名芭蕾舞演員，但在出演電視劇後，覺得自己應該成為一名演員。
17歲（1972年）時，她被劇團詢問是否願意試鏡廣播DJ的職位，並開始在NHK廣播節目和其他三個節目擔任DJ。大學畢業後，她擔任株式會社文化放送專門介紹演歌的深夜廣播節目《跑起來吧！歌謠曲》的主持人。同時演出人偶劇。1980年7月23日，粉絲俱樂部（FFC）成立。在節目裡她會用各種聲音為從考生到各式各樣的聽眾加油打氣，就在一次收到了一位聽眾寄來的明信片，上面寫著「何不試著挑戰配音看看呢？」因這一句建議，之後她為電視動畫《福星小子》女主角拉姆獻聲，成為動畫配音出道作，她一下子就成了主角，節目本身也變得長久而受到歡迎。童星時期也有配音的經驗。

### 私生活
1989年，平野文與日本最大魚貨批發市場築地市場的第3代經營者小川貢一結婚。她結婚的消息在高橋留美子當時連載的《亂馬½》被報道。
其著書（NHK出版），描述了他們結婚前的情況，並在1995年被改編成電視劇《魚河岸的王子》（連續20回）在NHK電視劇新銀河時段播出。
她在小學館的漫畫雜誌《Big Comic》專欄連載。也成為一個受歡迎的專欄。2008年5月推出單行本（小學館），2012年6月推出電子書籍。還有同樣在《Big Comics》連載的漫畫《築地魚河岸三代目》（2000年—2013年）由她和丈夫兩人共同監修。並於2008年6月被松竹拍成同名電影。資格：4級小型船舶操作員證照。結婚之後除了配音工作之外，與築地和魚關聯的著作也很多，也參加過多次演講。另外，平野文以俳句作為嗜好，並出現在跟俳句有關的電視節目上。

### 至今
自1990年代以來，平野文主要活躍於旁白領域，但2011年，她與在成名作品《福星小子》飾演諸星當的古川登志夫一起在《幸福光暈 ～hitotose～》裡飾演夫妻。2010年代以降她在動畫演出的機會再次增加，大多出現在兒童和闔家對象的動畫中。
與高橋留美子原作改編動畫作品有著深厚的淵源，從本身代表作《福星小子》的拉姆開始，2003年《高橋留美子劇場》「專務之犬」的莞奈，然後2015年作者的代表作之一《境界之輪迴》飾演作品女主角真宮櫻的母親。她對再次出演高橋留美子的作品感到高興，她說自己從女主角正常成長為母親。此外包括角子機版《福星小子》在內，幾乎都全勤演出，而在2022年版本中，拉姆的角色改為上堇，但她卻以拉姆的母親的角色出現。

## 人物
興趣：乘坐水戶岡銳治設計的在來線列車、俳句、游泳、高爾夫。特長：只用母音說話。
資格、執照：普通汽車執照、小型船舶執照4級。
高校時期是網球社所屬。大學時期，曾經組成一支樂團並演奏電子琴和合唱。

### 特色
聲種：女低音（音域：F～B）。擅長方言：江戶方言。
身為配音員，平野文最喜歡的角色是《福星小子》的拉姆、《動畫三槍手》的米蕾蒂、《戀子的每日》的戀子。當初飾演米蕾蒂這個反派角色時，與本身代表作拉姆截然相反，但她被曾經擔任《福星小子》、《動畫三槍手》音響監督的斯波重治勸說「妳可以做到」而嘗試表演時，她就被迷住了。本人說拉姆和米蕾蒂這兩個角色只要一張開嘴，就可以不假思索地演下去。當她演拉姆時，她想像自己的聲帶稍微向上，但當演米蕾蒂時，她根據本身看到角色圖片的印象，想像自己的聲帶稍微向下。多虧了米萊蒂，她覺得斯波帶出了一些一直處於休眠狀態的東西，就像一塊「直到那時我才擁有的原石」。
她最喜歡《福星小子》的劇集包括「達令說了“喜歡我！”」「心跳的聖誕夜」。並表示比起動畫後半集中在個人故事為主的情節上，她更喜歡《福星小子》早期的校園鬧劇風格。此外，動畫裡的嘴型同步意味著控制呼吸和節奏不到一秒鐘，就像歌曲的前奏一樣。她說她非常喜歡這種沉穩的專業工作。因此，有廣播聽眾最初建議她挑戰配音時，她感興趣的不是立刻搖身一變的願望，而是可以在不到一秒鐘的時間內被其技術所吸引很感興趣。
結婚之後，她沒想到自己開始寫很多關於築地和魚的文章。儘管她很驚訝，但她被告知「這對築地人來說是很正常的事情」，所以她覺得自己想透過寫作來傳達一些除非生活在築地才能從業餘角度理解的事物。並表示寫散文不是小說，由於思考過程和自由談話是一樣的，所以在她看來，它們屬於同一領域。

### 家族
父親在一家大公司工作。母親畢業於立教女子學院。有一個小她3歲的弟弟。

## 演出
粗體字表示主要角色。

### 電視動畫
1981年
- 福星小子 (1981年版)（1981年—1986年，拉姆[24]）
- 哆啦A夢 (大山羨代版)（百姓的女兒）

1983年
- 亞空大作戰斯蘭格爾（塞庫西、杜利）
- 貓眼三姐妹（青羅中森）
- The♥南瓜酒（澤田香織）
- 停止!! 雲雀（大空鶇）

1984年
- 機甲界加里安（1984年—1985年，侍女、希露穆卡、住民）
- （南田符津子）
- 魯邦三世 PARTIII（日语：ルパン三世 PARTIII）

1985年
- 蒼藍流星SPT雷茲納（西蒙妮·盧布朗[25]）
- 三國志（日语：三国志 (日本テレビ)）（1985年—1986年，麗花公主[26]）2作品[系列 1]
- 高爾夫頑童猿丸（1985年—1988年，紅蜂、美女）

1986年
- 綠野仙蹤（日语：オズの魔法使い (テレビアニメ)）（老鼠女王）

1987年
- 動畫三劍客（日语：アニメ三銃士）（米蕾蒂[27]）
- 城市獵人（花姬）

1991年
- 小小妖怪阿奇、柯奇、索奇（旁白）
- 動畫秘密花園（卡蜜拉）

1992年
- 丹丹的生活日記（旁白）

1995年
- 快打旋風II V（桃樂絲）

1998年
- 魔法陣都市（特萊斯）

2003年
- 高橋留美子劇場（莞奈）

2004年
- 機動戰士鋼彈SEED （艾夏[28]

）
2011年
- 幸福光暈 ～hitotose～（2011年—2013年，櫻田麻音的母親）2系列[系列 2]
- 這樣算是殭屍嗎？（妄想優）

2012年
- 超譯百人一首戀歌（赤染衛門）
- 釣球（真田凱特）

2013年
- IS〈Infinite Stratos〉2（斯可兒·謬賽爾）
- 海螺小姐（2013年—2016年，女大學生、母親、德田、荒卷久美子、美女、電台DJ、占姬）
- DD北斗神拳（2013年—2015年，不必要的性感女店員、瞬奇子（日语：ジュウケイ））2系列[系列 3]
- 東京闇鴉（倉橋美代）
- 爆漫王。3（鄉田多可實）
- LoveLive！（絢瀨繪里的祖母）

2014年
- 星刻龍騎士（龍之母）
- 妄想學生會＊（古谷幸子[29]）
- Z/X IGNITION（倉敷世羅的母親）
- WASIMO（日语：WASIMO）（負責的姐姐）

2015年
- 境界之輪迴（2015年—2017年，真宮櫻的母親）3系列[系列 4]

2016年
- GATE 奇幻自衛隊（米繆莎·拉·梅爾）
- 終末的伊澤塔（伊澤塔的奶奶）
- 啟航吧！編舟計畫（女藝人）

2017年
- 漫研社 ～surgical friends～（「幸惠與夏菜子」旁白）
- 熱情傳奇 The X（魔法書）

2018年
- 名偵探柯南（2018年—2025年，若狹留美／蕾切爾·淺香[30]）
- ONE PIECE（聖母卡爾梅露[31]）
- 星光頻道（2018年—2021年，萌黃繪萌的母親）

2019年
- 百慕達三角 ～多彩田園曲～（維拉塔）
- Star☆Twinkle 光之美少女（2019年—2020年，卡卡[32]）

2020年
- 龍族拼圖（2020年—2021年，黑鐵鐵子、偽典的審理者·梅塔特隆）
- Lapis Re:Lights（安娜）

2021年
- 回復術士的重啟人生（星之精靈）
- 麵包超人（牛奶糖媽媽〈第3代〉、黑玫瑰女王〈第2代〉）
- 歌劇少女!!（渡邊更紗的祖母）
- 藍色時期（佐伯昌子[33]）

2022年
- 白金終局（姆尼[34]）
- 寶可夢 旅途（朵拉塞娜[35]）
- 更多！怪傑佐羅力（坎迪納）
- 福星小子 (2022年版)（2022年—2024年，拉姆的母親[36][37][38]）2系列[系列 5]

2023年
- 不相信人類的冒險者們好像要去拯救世界（威爾瑪）
- 總之就是很可愛（月讀時子[39]）
- 黑暗集會（淡宮董子）
- Paradox Live THE ANIMATION（女將）

2024年
- 最弱魔物使開始了撿垃圾之旅。（露芭[40]）
- 愛犬訊號（敷島）
- 魔導具師妲莉亞永不妥協（蘇菲亞）
- 女神咖啡廳（八重山春惠）
- BLEACH 千年血戰篇 -相剋譚-（阿米）
- 膽大黨（花[41]）

2025年
- 我和班上最討厭的女生結婚了。（櫻森千代[42]）
- WIND BREAKER -防風少年- Season 2（伊藤唯）
- 我是星際國家的惡德領主！（祖母）
- Princession Orchestra（識邊久佐那）

### 電影動畫
1980年代
- 福星小子系列（1983年—1991年，拉姆[43][44]）6作品[系列 6]
- 魯邦三世：巴比倫黃金傳說（日语：ルパン三世 バビロンの黄金伝説）（1985年，字符郵件）
- 高爾夫頑童猿丸系列（1986年—1987年，紅蜂）2作品[系列 7]
- 打開門扉（日语：扉を開けて (小説)#アニメ映画）（1986年，拉·米迪恩·迪米達）
- 動畫三劍客：阿拉密斯的冒險（日语：アニメ三銃士#アニメ三銃士 アラミスの冒険）（1989年，米蕾蒂）

1990年代
- 劇場版 神通小精靈（日语：まじかる☆タルるートくん (1991年の映画)）（1991年，奧西爾·泰基亞努）

2000年代
- 名偵探柯南：偵探們的鎮魂歌（2006年，清水麗子）

2010年代
- 言葉之庭（2013年，孝雄〈秋月孝雄〉的母親[45]）
- 某人的目光（2013年，旁白）
- 劇場版 光之美少女 All Stars New Stage3：永遠的朋友（2014年，瑪姆）
- 劇場版 妄想學生會（2017年—2021年，古谷幸子）2作品[系列 8]

2020年代
- 劇場版 我讓最想被擁抱的男人給威脅了。 ～西班牙篇～（2021年，八千代〈現在〉）
- 心之觸碰。（2024年[46]，五木的妻子）
- 劇場版 凡爾賽玫瑰（2025年，諾伊雅夫人[47]）

### OVA
1985年
- 福星小子：了子的九月茶會（拉姆）
- 檸檬雞尾酒 LOVE30S 在淋濕的雨中（日语：酎ハイれもん LOVE30S）（藤田麻紀）

1986年
- 風神戰士（日语：アウトランダーズ）（卡姆女王）
- 福星小子 我是小終（拉姆）
- 機甲界加里安 大地之章（希爾姆卡）
- 機甲界加里安 鐵之紋章（希爾姆卡）
- 機甲界加里安 天空之章（希爾姆卡）
- 裝鬼兵MD蓋斯特（芭雅）
- 超時空羅曼藝術 SAMY MISSING 99（日语：超時空ロマネスク SAMY MISSING・99）（吉野沙美）

1987年
- 福星小子：夢想製造者因幡登場！拉姆的未來會是!?（日语：うる星やつら 夢の仕掛人 因幡くん登場! ラムの未来はどうなるっちゃ!?）（拉姆）

1988年
- 福星小子：生氣吧！冰砂（拉姆）
- 福星小子：小渚的婚約對象（拉姆）
- TOKYO VICE（日语：トウキョウ・バイス）（山咲惠子）

1989年
- 福星小子：電力裝置園丁（拉姆）
- 福星小子：對月亮吼叫（拉姆）
- 福星小子：與山羊笑一個（拉姆）
- 福星小子：捉住那顆心（拉姆）
- ARIEL（日语：ARIEL (小説)）（1989年—1991年，西蒙娜·托萊范）
- 銀河英雄傳說（多米尼克·桑·皮埃爾）
- 青春夫婦物語 戀子的每日（日语：恋子の毎日）（戀子）
- 風魔小次郎（夜叉姬[48]）

1991年
- 福星小子：少女麻疹的恐怖（拉姆）
- 福星小子：與靈魂約會（拉姆）

1992年
- D-1 DEVASTATOR（日语：D-1 DEVASTATOR）（傑爾迪·諾蘭德）

1994年
- 最終幻想（璐珠）

1995年
- 鬼切丸（日语：鬼切丸 (漫画)）（女）

1996年
- Tattoon★Master（日语：タトゥーン★マスター）（日比野正枝〈火火雄的母親〉）

2010年
- 福星小子：障礙物游泳大會（日语：うる星やつら ザ・障害物水泳大会）（拉姆）

2011年
- 這樣算是殭屍嗎？（妄想優）

2014年
- 妄想學生會＊（古谷）[注 6]
- 三和（日语：みツわの）（和服伊丹的大嬸）

### 網路動畫
- 電視動畫「白金終局」天使們的解說（2022年，穆尼）

### 遊戲
1988年
- FALCOM SPECIAL BOX '89 [DISC6] SURROUND THEATER（菲娜）[注 7]

1990年
- 福星小子 STAY WITH YOU（日语：うる星やつら STAY WITH YOU）（拉姆）

1993年
- CALII（崔絲）[注 8]
- D-1 DEVASTATOR（日语：D-1 DEVASTATOR）（傑爾迪·諾蘭德）

1994年
- 福星小子 ～Dear My Friend～（日语：うる星やつら 〜ディア マイ フレンズ〜）（拉姆）
- CALIII（崔絲）[注 8]

1996年
- 新超級機器人大戰（日语：新スーパーロボット大戦）（西蒙妮·盧布朗）

2000年
- 日昇英雄譚R（日语：サンライズ英雄譚）（希爾姆卡）

2004年
- 超級機器人大戰GC（日语：スーパーロボット大戦GC）（西蒙妮·盧布朗）

2005年
- 機動戰士鋼彈SEED 聯合vs.Z.A.F.T.（日语：機動戦士ガンダムSEED 連合vs.Z.A.F.T.）（艾夏）
- 第3次超級機器人大戰α 終焉之銀河（艾夏）

2006年
- 超級機器人大戰XO（日语：スーパーロボット大戦GC）（西蒙妮·盧布朗）

2008年
- 高爾夫頑童猿丸（紅蜂）

2010年
- 機動戰士鋼彈 極限VS.（日语：機動戦士ガンダム エクストリームバーサス）（2010年—2016年，艾夏）4作品[系列 9]

2013年
- 超級英雄：武力對決終極版（貓女）

2014年
- BREAK雀BURST（智能手機應用程序烏爾）

2015年
- 超級機器人大戰BX（希爾姆卡）

2016年
- 緋夜傳奇（魔法書）
- 妖怪手錶噗尼噗尼（拉姆）

2018年
- 機動戰士鋼彈 極限VS.2（日语：機動戦士ガンダム エクストリームバーサス2）（2018年—2023年，艾夏）3作品[系列 10]

2019年
- 學園少女突襲者2（拉姆[49]）

2021年
- 怪物彈珠（拉姆）
- 東方彈幕神樂（二岩猯藏[50]）

2022年
- 異度神劍3（艾奇、夏尼亞的母親[來源請求]）
- 皇家騎士團2：重生（迪妮芙·夢芙[51]、卡波）

### 人偶劇
- （NHK教育）

### 廣播劇CD
- 星之Pilot（日语：星のパイロット）（珍妮佛·V·布朗）

### 廣播劇
- 廣播劇 勇者鬥惡龍II（日本）

### 外語配音

#### 電影
- 狼少年（劉玉熙〈張英南〉）
- 藍色茉莉（金洁〈莎莉·霍金斯〉）
- 霹靂藍天使（英语：Blue Steel (1990 film)）（梅根·泰納〈潔美·李·寇蒂斯〉）※VHS版、富士電視台版。
- 吸血殭屍：驚情四百年（露西·韋斯頓拉〈珊迪·弗羅斯特〉）※VHS、舊DVD版。
- 再見國王（英语：Farewell to the King）（柳〈瑪麗蓮·托庫達〉）※VHS版。
- 亡命夜巴黎（英语：Frantic (film)）（米歇爾〈艾曼紐·塞涅〉）※影碟版。
- 烏龍潛艇（英语：Going Under (1991 film)）（簡·邁克爾斯〈溫蒂·沙爾〉）
- 四海好傢伙（凱倫·希爾〈羅林·布蘭考〉）
- 法網神鷹（英语：Legal Eagles）（切爾西·迪爾登〈戴露·漢娜〉）※東京電視台版。
- 反暴特勤組（莎卡·荷蘭／莎卡·卡普〈波西斯·坎巴塔（英语：Persis Khambatta）〉）※朝日電視台版。
- 瘋狂靚妹仔（英语：Private School (film)）（喬丹·雷伊-詹森〈貝西·羅素〉）※富士電視台版。
- 超人III（露薏絲·蓮恩〈馬戈迪·基德爾〉）※朝日電視台版。
- 探戈與金錢（英语：Tango & Cash）（凱瑟琳·“琪琪”·探戈〈泰瑞·海契〉）※影碟版。
- 地獄來的芳鄰（邦妮·魯姆斯菲爾德〈溫蒂·沙爾（英语：Wendy Schaal）〉）※朝日電視台版。
- 逃脫大師（英语：The Escape Artist）（艾爾琳〈特瑞·加爾（英语：Teri Garr）〉）
- 特技玩家（朱迪·班克斯〈希瑟·托馬斯（英语：Heather Thomas）〉[52]）
- 飛行器里的好小夥（英语：Those Magnificent Men in their Flying Machines）（布麗吉塔〈伊琳娜·德米克（英语：Irina Demick）〉）※NHK版。

#### 電視影集
- 蔬菜店的小夥子（崔江善〈黃薪惠〉）※TBS版。
- 海灘遊俠 (第3～5季)（傑姬·奎因〈蘇珊·安東〉）※NHK-BS2版。
- 尋骨線索 (第8季)
- CSI犯罪現場 (第12季)（勞拉）
- 異世奇人（莎拉·簡·史密斯〈伊麗莎白·斯萊登〉）
- 醫緣（瑪麗·安）
- 急診室的春天 (第6季)（伊萊恩·尼科爾斯〈瑞貝卡·德·莫妮〉）
- 馬醫（朱仁鈺〈崔秀琳〉）※NHK BS Premium版。
- 霹靂遊俠 (第3季)（希拉〈茱蒂·蘭德斯（英语：Judy landers）〉）※朝日電視台版。
- 銀河飛龍 (第4季)（伊麗莎白·謝爾比）
  - 星際爭霸戰：畢凱
- 超自然檔案 (第3季)
- 墜落的人（英语：The Fall Guy）（喬迪·班克斯〈希瑟·托馬斯（英语：Heather Thomas）〉）※日本電視台版。
- 超人力霸王葛雷（金小明）
- 13號倉庫 (第3季)（洛娜·索萊迪〈雪莉·米勒（英语：Sherry Miller）〉）
- 原來是美男（慕華蘭／慕泰慶的母親〈金成鈴〉）※DVD版。

#### 動畫
- 探險活寶（彗星）
- 好奇猴喬治（英语：Curious George (TV series)）（邦妮·史慕斯）
- 高飛家族（黛比）
- 彩虹小馬：友情就是魔法（櫻桃朱比莉）

### 電視劇
- （1967年—1968年，NHK綜合）—飾 奇科坦
- （1972年—1973年，日本電視台）—飾 島崎明美
- 在世界的中心呼喊愛情（2004年，TBS）—飾 電台DJ
- 炎之經營者（日语：炎の経営者）（2017年，富士電視台）—旁白
- MIU404 第1話（2020年，TBS）—飾 西田文子
- 遺產偵探 第3話（2025年2月8日，日本電視台）—飾 齋藤朋子[53]

### 電影
- 紅色眼鏡（日语：紅い眼鏡/The Red Spectacles）（機場廣播）

### 廣播節目
※記號表示網路廣播。
- 奔跑吧！歌謠曲（日语：日野ミッドナイトグラフィティ 走れ!歌謡曲）（文化放送，主持人，1978年4月—1981年3月間3點—5點直播）
- （NHK第1電台，與近石真介（日语：近石真介）或山田康雄（日语：山田康雄）搭檔主持，1978年—1982年[54]）
- （NHK第1電台）
- Animedia電台 斷然動畫No.1（日本放送，1983年）
- 交友電台派對（日语：ふれあいラジオパーティ）（NHK第1電台）
- 會說話的猜謎館（日语：おしゃべりクイズ疑問の館）（NHK第1電台）
- 鄉愁之歌 ～懷舊的聲音（MBS電台～TBS電台，初代主持人）
- 美麗星期天（文化放送，與太田英明（日语：太田英明）搭檔主持，2007年10月—2008年3月）
- 寺島尚正的電台之拳！（日语：寺島尚正 ラジオパンチ!）（文化放送，於週五時段和寺島尚正（日语：寺島尚正）搭檔主持，2005年7月）
- 大澤悠里的悠悠歪斗（日语：大沢悠里のゆうゆうワイド）（TBS電台）※僅在不定期舉行的開頭電話和週五特別節目單元中演出。
- 東京REMIX族（日语：東京REMIX族）（J-WAVE）—聲演聽者
- （RADIO NIKKEI ，2011年12月31日播出的節目單元）
- （NHK第1電台，2012年6月23日，以《福星小子》女主角拉姆的聲音演出）
- 平野文的RADIO TIME LINE（2013年11月9日—2015年9月26日）※
- 古川登志夫與平野文的All Night-NIPPON手機板（日本放送，2015年3月27日—每週五發佈中）※
- 古川登志夫與平野文的All Night-NIPPON GOLD（日语：オールナイトニッポンGOLD）（日本放送，2015年4月3日）
- 古川登志夫與平野文的傳奇之夜（日本放送，2015年9月20日）
- （Voicy，2018年1月10日—）
- 動畫歌曲學院（NHK-FM，2019年2月2日，嘉賓演出）
- （NHK-FM，2019年6月，選曲&DJ）
- （TBS電台，2019年10月20日，嘉賓演出）

### 柏青哥、角子機
- CR福星小子2（日语：CRうる星やつら）（拉姆）
- CR福星小子3（拉姆）
- 颯美「角子機福星小子（日语：パチスロうる星やつら）」（拉姆）
- 颯美「角子機福星小子2（日语：パチスロうる星やつら2）」（拉姆）
- 颯美「角子機福星小子3」（拉姆）

### 廣告
- 奉信企業（舊名奉信化學） （1984年）
- 日本可口可樂『HI-C（日语：HI-C）飲料盒』（1985年）
- 樂天
- 大和運輸『黑貓宅急便』（與古川登志夫共演）
- 蟹道樂
- CF「黑貓雅瑪多」（原創角色：白貓的聲音）

### 旁白
- 我們是白爛族（日语：オレたちひょうきん族）（1982年10月23日，富士電視台，片頭旁白）—以《福星小子》拉姆的聲音
- 平成教育委員會（日语：平成教育委員会）（富士電視台，第3代題目朗讀）
- 電影花火的世界（東京電視台，1998年。旁白）
- 平成教育委員會 特別節目（富士電視台，2000年以降。題目朗讀）
- 與你共舞？（日语：シャル・ウィ・ダンス? (テレビ番組)）（日本電視台，「魔女的舞蹈教室」單元）
- SMAP×SMAP（「心跳計時」單元）
- 平成教育學校（日语：平成教育予備校）（富士電視台，2005年1月16日—2006年9月10日。題目朗讀）
- 小知識之泉（2006年6月21日以降播出集數，以《福星小子》拉姆的聲音）
- 熱血！平成教育學院（日语：熱血!平成教育学院）（富士電視台，2006年10月15日—2011年3月20日。題目朗讀）
- 最受歡迎的歌謠名曲（日语：名曲ベストヒット歌謡）（東京電視台，2008年10月6日—）
- 1年1班 平成教育學院（日语：1年1組 平成教育学院）（富士電視台，2011年4月17日—9月11日。題目朗讀）
- 元氣的Appli（日本電視台，2011年10月4日—）
- animeteleto Presents ANISONG Plus+（日语：アニソンぷらす）（東京電視台，2011年5月）
- （秋田放送，2012年8月）
- 移居世界秘境日本人好吃驚（日语：世界の村で発見!こんなところに日本人）7（朝日放送，2012年9月25日）
- 開幕！第25屆東京國際電影節（NHK BS Premium，2012年10月21日—，負責每年的開幕後第2天）
- （NHK仙台放送局製作，2012年11月2日以降不定期擔任）
- （富士電視台，2013年2月5日）
- 江戶繪本之旅in Boston ～羅伯特·坎貝爾的發現日本～（NHK教育，2013年2月23日）
- 上田晉也的緊急報導（TBS，2013年6月2日）
- （關西電視台，2013年9月4日）
- 開幕！第26屆東京國際電影祭節（NHK BS Premium，2013年10月20日—，負責每年的開幕後第2天）
- 跨年電影馬拉松（NHK BS Premium，2013年12月，負責每年12月的雙數集數）
- （富士電視台，2014年1月21日）
- （NHK，2014年1月3日）
- 日本！食紀行（日语：日本!食紀行）（朝日電視台（秋田放送製作），2014年11月9日）
- （每日放送，2015年3月29日）
- （NHK BS Premium，2014年10月2日、2015年4月2日—）
- THE卡拉OK★大戰（日语：THEカラオケ★バトル） ～～（東京電視台，2015年4月22日）
- 大人的社會參觀教學（日语：オトナの社会科見学）「京都之美 究極之巧」（BS朝日，2015年6月9日）
- THE 紀錄片（日语：BS朝日ザ・ドキュメンタリー）（BS朝日，2015年8月20日）
- （讀賣電視台，2016年2月7日）
- THE 紀錄片（BS朝日，2016年2月18日）
- （朝日電視台，2016年2月20日）
- （NHK綜合，2016年1月6日、（再）3月6日）
- 週六PREMIUM（日语：土曜プレミアム）（富士電視台，2016年4月23日）
- 週日大綜藝（日语：日曜ビッグバラエティ）（東京電視台，2016年5月29日）
- （BS富士，2016年3月21日與7月23日、2017年1月1日與3月26日）
- 趣味心跳！（NHK教育，2016年10月4日—11月29日間，全9回）
- 10min.BOX ～生活、公共～（NHK教育，2016年後期星期四10月—3月，全10回）
- 週六PREMIUM（2016年11月26日）
- 週日大綜藝（東京電視台，2016年12月4日）
- （TBS，2016年12月20日）
- （NHK BS Premium，2017年2月4日以降擔任半年的OA）
- （讀賣電視台，2017年2月5日）
- （朝日電視台（秋田放送製作），2017年5月21日）
- （NHK北海道，2017年9月12日）
- （朝日電視台，2017年9月12日，林修母親的聲音）
- 吃驚的恐慌劇場（日语：仰天パニックシアター）（2017年12月27日、2019年3月22日，第3代女性旁白）[注 9]
- 元氣的Appli（日本電視台，2018年1月23日—，第2代旁白）[注 10]
- （讀賣電視台，2018年2月4日）
- （TBS，2017年10月10日—2019年3月17日）
- （鐵路頻道（日语：鉄道チャンネル），2019年—）
- （富士電視台，2019年8月3日）
- 令和教育委員會（富士電視台，11月2日，27小時連續播出，出題旁白）
- （BS朝日，2018年12月24日、2019年4月21日、2019年12月16日、2020年10月14日—）
- 法語之旅（NHK教育，2019年10月—2020年3月，全24回）
- （讀賣電視台，2020年1月—3月，全10回，i伴侶=解說旁白）

### 其它
- （讀賣電視台）
- Big Today（日语：ビッグトゥデイ）（富士電視台，單元外景記者、主持人）
- （NHK-BS2，主持人）
- （NHK綜合，出題主持人）
- （NHK綜合，外景記者）
- 明星秘密報告（日语：スターどっきり（秘）報告）（富士電視台，外景記者。三波伸介（日语：三波伸介 (初代)）（後期）—立川清登（日语：立川清登）時期）
- FNS節目大賽！原來如此！春秋特別節目（日语：FNS番組対抗!なるほど!ザ・春秋の祭典スペシャル）（富士電視台，作為「動畫聲優」隊出場）
- 笑一笑又何妨！（1983年7月8日，富士電視台，電話語音驚嚇客人嘉賓）
- （東海電視台，主持人）
- （東海電視台，主持人）
- （東海電視台，主持人）
- 老天幫幫忙！（日语：こたえてちょーだい!）（富士電視台，嘉賓、時事評論員）
- SUPER MORNING（日语：スーパーモーニング）（朝日電視台，嘉賓、時事評論員）
- （富士電視台，嘉賓、時事評論員）
- （富士電視台，嘉賓、時事評論員）
- （2008年2月15日，NHK綜合）
- 如此美麗的日本竟然會有（日语：こんなステキなにっぽんが）（2009年11月，NHK-BS「柳葉魚的秋天，北海道鵡川町」外景記者）
- NHK俳句（日语：NHK俳句）（NHK教育，嘉賓選者）
- 拜託了！排行榜（日语：お願い!ランキング）（朝日電視台，「雄二的直截了當房間」嘉賓）
- 押上NOW（日语：東京スカイツリータウン MXご自慢ライブ）（TOKYO MX，2012年10月6日「動畫特集2」嘉賓）
- （2012年11月23日，東京電視台，主題「基準」嘉賓、時事評論員）
- （2013年1月1日，日本電視台（中京電視台製作），題目提供嘉賓）
- （2013年10月10日，BS JAPAN，主題嘉賓）
- 趣味心跳！「一聲入魂！動畫聲優塾」[55]（2015年，NHK教育）—第6回講師
- （2015年12月5日、19日，AT-X，嘉賓）
- （TBS，2019年9月10日，築地現況介紹報導）
- （NHK BS Premium，2019年11月16日，嘉賓）
- 電視購物頻道（三得利）「DHA&EPA+ SesaminE」郵購節目嘉賓
- 「DHA&EPA+SesaminE」（三得利）30分鐘資訊型廣告主要角色

## 著書

### 小說
- （講談社X文庫Teen's Heart（日语：講談社X文庫ティーンズハート））
- （講談社X文庫Teen's Heart）
- （講談社X文庫Teen's Heart）

### 隨筆、專欄等
- （德間書店，1983年8月31日）
- （NHK出版，1993年11月）
- （Magazine House，1995年2月）
- （扶桑社，1998年10月）
- （朝日新聞社，1999年8月）
- （小學館，2008年5月）
- （主婦與生活社，2008年11月）
- （於Twitter發表的連鎖書）（學研出版，2010年3月） 等

## 音樂作品

### 單曲
| 枚數 | 發行日期        | A/B面 | 單曲名稱 | 作詞            | 作曲       | 編曲       | 規格編號 |
| ---- | --------------- | ----- | -------- | --------------- | ---------- | ---------- | -------- |
| 1    | 1982年 12月21日 | A面   |          | 實川翔          |            |            | 7A-0240  |
| 1    | 1982年 12月21日 | B面   |          | 實川翔          |            |            | 7A-0240  |
| 2    | 1983年 12月     | A面   |          | 森浩美          | Jack Arel  | 馬飼野康二 | 7A-0342  |
| 2    | 1983年 12月     | B面   |          | 平野文          |            |            | 7A-0342  |
| 3    | 1984年 4月      | —     |          | 森雪之丞        | 馬飼野康二 | 馬飼野康二 | 7G-0044  |
| 4    | 1984年 8月      | A面   |          | 小橋德久 平野文 | 松谷祐子   | 板倉文明   | 7G-0054  |
| 4    | 1984年 8月      | B面   |          | 平野文          | 松谷祐子   | 板倉文明   | 7G-0054  |

### 專輯
- Call me Funny Minx（1983年3月21日發行）
  - 01 The theme of the Day
  - 02 
  - 03 
  - 04 Funky Telephone
  - 05 Cross-Road（自身作詞）
  - 06 
  - 07 The theme of the Night
  - 08 
  - 09 LOCO-MOTION'83 (THE LOCO-MOTION)
  - 10 UP TOWN（自身作詞）
  - 11 In the cold sleep
  - 12 Cosmic Touring（自身作詞）
  - 13

- SECOND SERVE（1983年9月21日發行）
  - 01 PINK SHOCK ARROW
  - 02 TAKE CARE BOY (I DON'T CARE)
  - 03 
  - 04 FUNKY TELEPHONE 2
  - 05 
  - 06 （自身作詞）
  - 07 
  - 08 Doki Doki 注意報
  - 09 （自身作詞）
  - 10

- Select F（1984年4月21日發行）
  - 01 NIGHT CALL
  - 02 
  - 03 
  - 04 Mr.D
  - 05 東京GIMMICK
  - 06 
  - 07 if·you·am·i（自身作詞）
  - 08 Route134
  - 09 
  - 10

- Fumi Fumi ANIMATE（1984年6月21日發行）
  - 01 
  - 02 I.I. You&愛
  - 03 Dancing Star
  - 04 
  - 05 
  - 06 CAT'S EYE
  - 07 I wanna X
  - 08 
  - 09 
  - 10

- SKIP（1984年10月21日發行）
  - 01 
  - 02 
  - 03 
  - 04 
  - 05 （自身作詞）
  - 06 
  - 07 
  - 08 
  - 09 FLAMINGO ROCK
  - 10 （自身作詞）

- （1985年4月21日發行）
  - 01 for the love of you
  - 02 I'm a writer
  - 03 
  - 04 
  - 05 
  - 06 Funky Dreamer
  - 07 
  - 08 
  - 09 
  - 10 
  - 11 Chance on me
  - 12 open the window

- （1985年9月21日發行）
  - 01 Open Invitation
  - 02 
  - 03 
  - 04 
  - 05 
  - 06 
  - 07 
  - 08 Dancing Star
  - 09 
  - 10 Chance on Love

- Fumi2（1986年5月21日發行）
  - 01 
  - 02 
  - 03 
  - 04 
  - 05 ”
  - 06 
  - 07 
  - 08 
  - 09 I.I. You&愛
  - 10

- （1987年1月21日發行）
  - 01 （自身作詞）
  - 02 Cross-Road（自身作詞）
  - 03 PINK SHOCK ARROW
  - 04 
  - 05 I'm a writer
  - 06 
  - 07 Chance on me
  - 08 Cosmic Touring（自身作詞）
  - 09 
  - 10 （自身作詞）
  - 11 
  - 12 
  - 13 Chance on Love
  - 14 
  - 15 
  - 16

- （1987年4月21日發行）
  - 01 （自身作詞）
  - 02 （自身作詞）
  - 03 （自身作詞）
  - 04 
  - 05 
  - 06 
  - 07 （自身作詞）
  - 08 （自身作詞）
  - 09 
  - 10 （自身作詞）
  - 11 （自身作詞）
  - 12 （自身作詞）

- （1987年10月21日發行）
  - 01 
  - 02 
  - 03 I.I. You&愛
  - 04 
  - 05 
  - 06 
  - 07 Dancing Star
  - 08 
  - 09 
  - 10 
  - 11 
  - 12 
  - 13 （自身作詞）
  - 14 
  - 15 Chance on Love
  - 16

- 平野文 BEST COLLECTION（2010年2月17日）
  - 01 
  - 02 I.I. You&愛
  - 03 
  - 04 
  - 05 
  - 06 
  - 07 （自身作詞）
  - 08 
  - 09 
  - 10 
  - 11 PINK SHOCK ARROW
  - 12 （自身作詞）
  - 13 
  - 14 
  - 15 
  - 16 Cosmic Touring（自身作詞）

## 其它
- 漫畫「築地魚河岸三代目」（小學館《Big Comic》，2000年5月—2013年11月）
與丈夫小川貢一2人一起共同負責監修。
同時在《Big Comic》連載（2005年8月—2008年12月）。
單行本化（小學館，2008年5月）。2012年6月推出電子書籍。
- 朝日新聞晚報（星期二）連載（2007年4月—2008年3月）
- 情報雜誌「相鐵瓦版 第187號」（相鐵控股發行）發表『特集：』對談記事（2010年4月）
- 月刊雜誌「今日高爾夫（日语：ゴルフトゥデイ）」連載（2010年5月—）
- 月刊雜誌「高爾夫大師」系列『4人1組』#152（2013年4月）
- 連載網誌 朝日新聞官網「蘆筍俱樂部（日语：アスパラクラブ）」Next-age內『築地發 地魚萬歳！研究會』（2007年1月30日—2012年8月，總計278話）
- Twitter Casting DJ「fumi fumi station （页面存档备份，存于）」（2010年4月3日—現在，每週六的23時定期更新）
- （2015年起跟古川登志夫一起共同企劃的攜帶型官方網站）
- 朝日新聞早報（2019年2月6日，專欄訪問）

## 腳註

## 外部連結
- 平野文｜青二Production （日語）
- （日語）—平野文的官方個人部落格。
- 平野文的X（前Twitter） （日語）
- 平野文的Bluesky帳戶 （日語）
- （日語）—Voicy
- （日語）—Voicy